# Asuni
Asuni (sardinsky: Asùni) je italská obec (comune) v provincii Oristano v regionu Sardinie. Nachází se ve výšce 233 metrů nad mořem a má 302 obyvatel. Rozloha obce je 21,34 km².